# Andy Bell (sångare)
Ivan "Andy" Bell, född 25 april 1964 i Peterborough i Cambridgeshire, är en brittisk sångare. Han är sedan 1985 medlem i synthpopduon Erasure tillsammans med Vince Clarke. 1998 fick han veta att han har HIV, men berättade det inte för sina fans förrän i december 2004 då han genomgick en höftoperation. Han bor i Spanien.
I januari 2013 gifte Bell sig med Stephen Moss.

## Diskografi
Studioalbum som soloartist
- 2005 – Electric Blue
- 2010 – Non-Stop
- 2013 – iPop (med Shelter)
- 2014 – Torsten the Bareback Saint
- 2015 – iPop Deluxe (med Shelter)
- 2015 – Variance, The 'Torsten The Bareback Saint' Remixes
- 2016 – Torsten The Beautiful Libertine
- 2016 – Variance II, The 'Torsten The Beautiful Libertine' Remixes
- 2019 – Torsten In Queereteria
- 2019 – Variance III, The 'Torsten In Queereteria' Remixes